# NGC 2828
NGC 2828 é uma galáxia espiral (S) localizada na direcção da constelação de Lynx. Possui uma declinação de +33° 53' 19" e uma ascensão recta de 9 horas, 19 minutos e 34,8 segundos.
A galáxia NGC 2828 foi descoberta em 13 de Março de 1850 por William Parsons.